# Карпинский трамвай
Карпи́нский трамва́й — трамвайная сеть, существовавшая в городе Карпинске (Свердловская область) с 1946 по 1994 год. Карпинск относится к числу немногих городов с населением меньше 50 000 жителей, в которых имелась трамвайная система.

## История
Строительство трамвая в Карпинске началось в 1944 году. Открытие трамвайного движения состоялось 26 мая 1946 года.

## Описание сети
В период максимального развития сети (1959—1967) протяжённость путей составляла 13 км. Линия представляла собой однопутное кольцо по городским улицам длиной около 10 км c пятью разъездами и небольшим двухпутным участком по улице Ленина, а также ветку к «управлению Северного разреза» длиной около 3 км.
С 1953 по 1965 год также существовал междугородный трамвайный маршрут до Волчанска длиной примерно 13 км. Трамвайная линия на всем протяжении была однопутной с одним разъездом. Рельсы были проложены вдоль автомобильной дороги. Закрытие маршрута связано с курьёзом. В 1965 году линию разобрали, чтобы она не мешала переброске по автодороге своим ходом огромного экскаватора ЭВГ-15 из Карпинского угольного карьера в Волчанский карьер. Однако после того, как экскаватор прошёл свой путь, линию так и не восстановили.

## Подвижной состав
В разное время в Карпинске эксплуатировались вагоны Х и М, МТВ-82, КТМ-1 и КТП-1, 71-605. Максимальная численность подвижного состава в инвентаре парка — 18 вагонов — была достигнута в период с 1950-х до первой половины 1960-х годов.
Карпинск был одним из последних городов СССР, где в пассажирской эксплуатации находились вагоны МТВ-82.

## Закрытие сети
Трамвай был закрыт 20 октября 1994 года из-за общего упадка экономики города, основанной на угледобывающей промышленности. По данным на 2009 год, трамвайная линия полностью разобрана. Подвижного состава не осталось.
Трамвай Карпинска стал первой трамвайной сетью на территории бывшего СССР, которая была закрыта уже после распада Союза.